# Иллерриден
Иллерриден (нем. Illerrieden) — община в Германии, в земле Баден-Вюртемберг.
Подчиняется административному округу Тюбинген. Входит в состав района Альб-Дунай. Население составляет 3367 человек (на 31 декабря 2010 года). Занимает площадь 18,17 км².

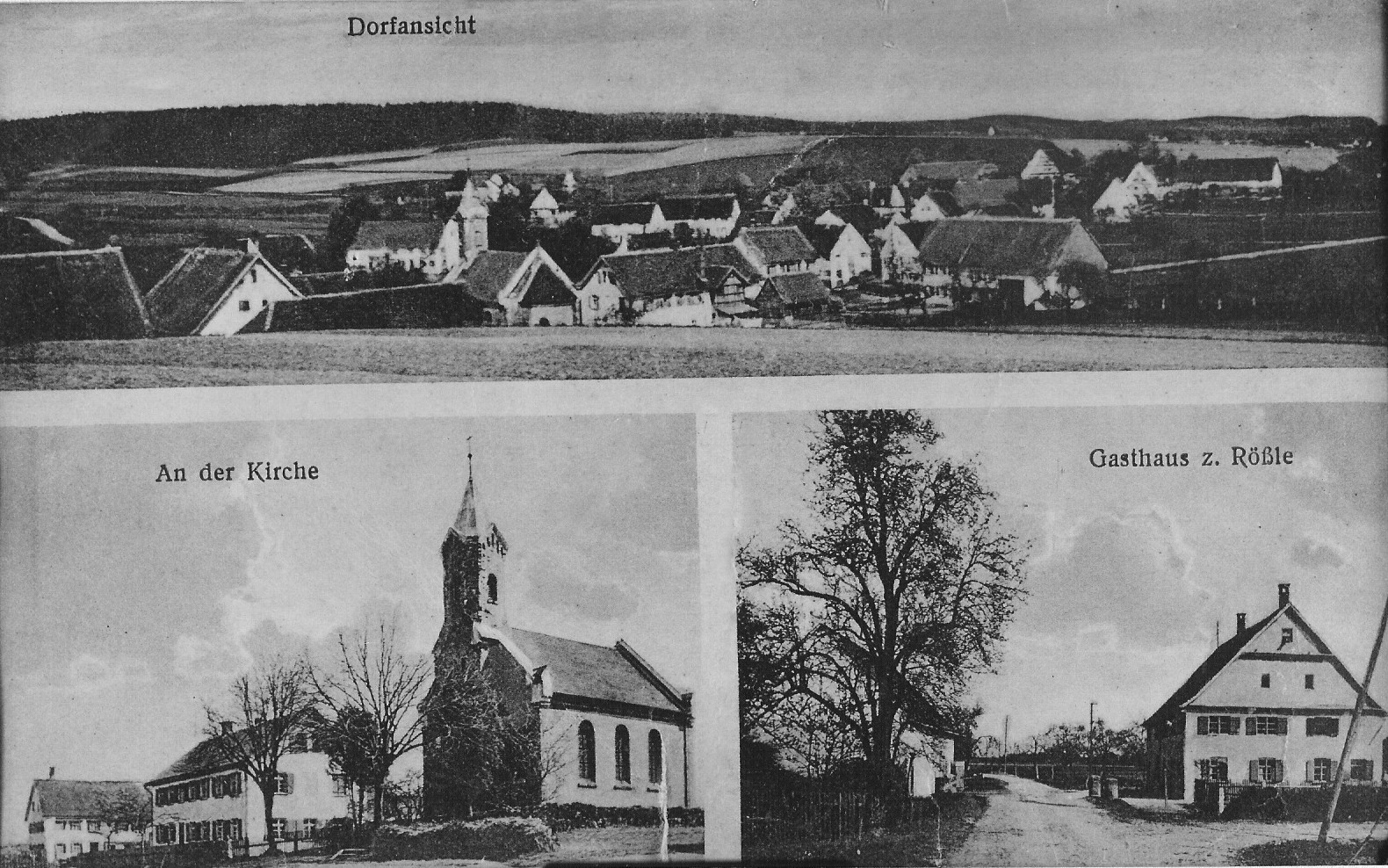
Иллерриден